# Lleons Lliures Rashaida
El Lleons Lliures Raixaides (anglès: Rashaida Free Lions; àrab: الأسود الحُرة, al-Usūd al-Ḫurra) són un partit polític i militar del Sudan, de la tribu raixaida, a la part oriental del país, a la costa de la mar Roja. Es va formar com Associació dels Lleons Lliures i va ingressar a l'Aliança Nacional Democràtica. El 1999 van adoptar el nom de Lleons Lliures Raixaides. El seu cap és Mabrouk Mubarak Salim.
Els raixaides són àrabs que van emigrar del que avui és l'Aràbia Saudita al segle xix. El govern de Kuwait els va regalar 400 vehicles per tasques agrícoles per agrair el seu suport durant l'ocupació iraquiana, i els govern sudanès els els va confiscar. Això va provocar l'inici de la seva activitat opositora.
És un grup petit de menys de 500 combatents segons l'Institut Internacional d'Estudis Estratègics. El gener del 2005, després de l'Acord de Pau Complet, el SPLA es va haver de retirar de la lluita i els Beges i raixaides, a l'est, van quedar aïllats. El març del 2005 els Lleons Lliures Raixaides van formar aliança amb el Congrés dels Beges i van reflotar el Front Oriental, del que el Congrés era l'únic membre des de la sortida del SPLA. Després s'hi va afegir el Moviment de la Justícia i la Igualtat que tot i ser un partit que opera a Darfur i de base zaghawa, té (com tots els partits del Darfur) plantejaments per a tot el Sudan i no és nacionalista. El suport d'Eritrea (on també hi viuen raixaides) fou decisiu per a la continuïtat del grup. El Front Oriental va mantenir la lluita durant 18 mesos.
Finalment, amb la mediació de parlamentaris de Kuwait, el 14 d'octubre de 2006 es signà a Asmara, Eritrea, l'anomenat Eastern Sudan Peace Agreement.